# Фаттахов, Рафаэль Валиахметович
Рафаэ́ль Валиахме́тович Фатта́хов (род. 6 января 1949) — российский экономист и математик, доктор экономических наук, профессор. Директор Института региональных исследований и проблем пространственного развития Финансового университета при Правительстве Российской Федерации. Член Общественного совета при Министерстве регионального развития Российской Федерации.

## Биография
Родился 6 января 1949 года в селе Верхняя Каменка Черемшанского района Татарской АССР.

### Образование
1970 год — Казанский финансово-экономический институт (КФЭИ) по специальности: «Планирование промышленности».
1979 год — Центральный экономико-математический институт Академии наук СССР (ЦЭМИ АН СССР) — к. э. н. по специальности «Экономико-математические методы».
1992 год — Центральный экономико-математический институт РАН — доктор экономических наук по специальности «Экономико-математические методы» (тема диссертации «Модели и методы оценки крупномасштабных проектов и сценарии их реализации»).
2002 год — Профессор по кафедре «Региональной экономики» Уфимского государственного авиационного технического университета.

### Трудовая деятельность
1970—1973 — Казанский финансово-экономический институт, младший научный сотрудник.
1973—1976 — ЦЭМИ АН СССР, аспирант.
1976—1988 — Казанский финансово-экономический институт, Институт повышения квалификации Минхлебопродукта РСФСР (с 1982 года), ассистент, старший преподаватель.
1988—1997 — ЦЭМИ РАН, докторант, старший научный сотрудник, заведующий лабораторией.
1997—2004 — Институт социально-экономических исследований Уфимского научного центра РАН, директор.
2004—2007 — ГНИУ «Совет по изучению производительных сил (СОПС)» Минэкономразвития РФ и Российской академии наук, заместитель председателя.
2007—2008 — Российский государственный институт градостроительства и инвестиционного развития (ГИПРОГОР), директор по науке.
2009—2010 — Министерство регионального развития Российской Федерации, заместитель директора Департамента территориального планирования и стратегического развития территорий.
2010 — н. в. — Финансовый университет при Правительстве Российской Федерации, директор Института региональных исследований и проблем пространственного развития.

## Профессиональный опыт
Научный руководитель, автор и соавтор более 150 научных исследований и рекомендаций, представленных в государственные органы:
- Концепция социально-экономического развития Республики Башкортостан до 2005 года;
- Программа развития основных отраслей ТЭК Республики Башкортостан на период до 2006 года;
- Энергетическая стратегия Республики Башкортостан на период до 2020 года;
- Комплексная программа «Энергосбережение Республики Башкортостан на 2003—2005 гг.». и др.
- Прогнозные консолидированные бюджеты Республики Башкортостан на 2003—2006 гг. и на их основе экспертные заключения на проекты консолидированных бюджетов Республики Башкортостан на 2003—2006 гг.
- Схема развития и размещения производительных сил Чеченской Республики на период до 2010 г.
- Разработка модели управления бюджетным планированием и межбюджетными отношениями Чеченской Республики.
- Разработка модели управления бюджетным планированием и межбюджетными отношениями города Елабуги.
- Разработка Концепции комплексного развития и управления прибрежной зоной Южного Приморья и города Владивостока с учётом возможного проведения Саммита АТЭС в городе Владивостоке в 2012 году.

В числе важнейших достижений РАН за 1997—2003 гг. отмечены 6 работ ИСЭИ УНЦ РАН. За комплекс фундаментальных исследований и внедрение экономико-математической модели бюджетного планирования и регулирования межбюджетных отношений группе молодых ученых ИСЭИ УНЦ РАН присуждена Государственная молодёжная премия Республики Башкортостан в области науки и техники (научный руководитель Р. В. Фаттахов)
Эксперт по инвестиционным проектам ряда российских компаний. Сертификаты Всемирного Банка и ЮНИДО по оценке финансовой, экологической и экономической эффективности инвестиционных проектов. Руководитель и разработчик более 40 инвестиционных проектов и проектов реформирования и финансового оздоровления предприятий в области атомной энергетики, машиностроения, АПК, транспортной инфраструктуры, недвижимости и др., в том числе:
- Проект завершения сооружения 3-го энергоблока Калининской АЭС (Росэнергоатом, «Сименс», «Евроатом»);
- «Оценка эффективности создания и ввода в эксплуатацию Башкирской АЭС» (Росэнергоатом, Правительство Республики Башкортостан);
- Проект технического перевооружения Лузинского комбикормового завода («Лузинский комбикормовый завод» Омская область, фирма Амандус Каль, Гамбург);
- «Оценка финансовой и экономической эффективности строительства Юмагузинского водохранилища и ГЭС на р. Белой в Республике Башкортостан» (ЮНИДО, Правительство Республики Башкортостан и др.);
- «Оценка финансовой эффективности присоединения ФГУП „Калининградская портовая нефтебаза“ к ФГУП „Калининградский морской рыбный порт“» (ФГУП «Калининградская портовая нефтебаза», Институт экономики РАН);
- «Оценка экономической эффективности реформирования и развития социальной сферы КамАЗа» (ЗАО «КАМАЗЖИЛБЫТ»);
- Технико-экономическая оценка создания, эксплуатации и развития (модернизации) многоцелевой космической системы «Арктика», (НИИ Точных приборов, Роскосмос).

## Участие в подготовке кадров
1997—2001 — Председатель диссертационного совета ИСЭИ УНЦ РАН
2001—2007 — Председатель секции Регионального докторского диссертационного совета УНЦ РАН по специальности 08.00.13 — Математические и инструментальные методы экономики.
2007 — н. в.:
- Член докторского диссертационного совета Института экономики РАН
- Член докторского диссертационного совета Финансового университета при Правительстве Российской Федерации

1997 — н. в.: Главный научный сотрудник ЦЭМИ РАН.
1999—2004 — Заведующий кафедрой «Региональная экономика» Уфимского государственного авиационного технического
университета (УГАТУ).
2004 — н. в.:
- Профессор кафедры «Вычислительная математика и кибернетика» УГАТУ.
- Профессор кафедры «Макроэкономическое регулирование» Финансового университета при Правительстве Российской Федерации

Член редакционной коллегии журнала «Пространственная экономика» Отделения общественных наук РАН и ДВО РАН
Эксперт Российского гуманитарного научного фонда (РГНФ)

## Список трудов
Главный редактор, автор и соавтор более 90 работ по экономико-математическим методам, проблемам региональной экономики, финансовому анализу и оценке инвестиционных проектов, в том числе:
- Крупномасштабные инвестиционные проекты: Моделирование и экономическая оценка (Москва, «Наука», 2003. — 264 с.)
- Экономическая энциклопедия регионов России. Республика Башкортостан (Москва, «Экономика», 2004. — 639 с.)
- Информационное обеспечение управления и контроля (Москва «Машиностроение», 2008. — 280 с.)
- Национальная экономика (Москва, «ИНФРА-М», 2011. — 832 с.)
- Экономическое пространство: теория и реалии (Москва, «Экономика», 2011. — 374 с.)